# Snow Pink
Snow Pink è il secondo EP del gruppo femminile sudcoreano Apink, pubblicato il 22 novembre 2011.

## Tracce
1. He's My Baby – 3:10
2. My My – 3:56
3. Yeah – 3:13
4. Like a Dream (꿈결처럼; Kkumgyeolcheoreom) – 3:34
5. Prince – 3:49

## Classifiche
| Classifica (2011) | Posizione massima |
| ----------------- | ----------------- |
| Corea del Sud     | 7                 |